# Напрямний ролик
Напрямний ролик рос. направляющий ролик; англ. guide roller, idler, нім. Führungsrolle f – 

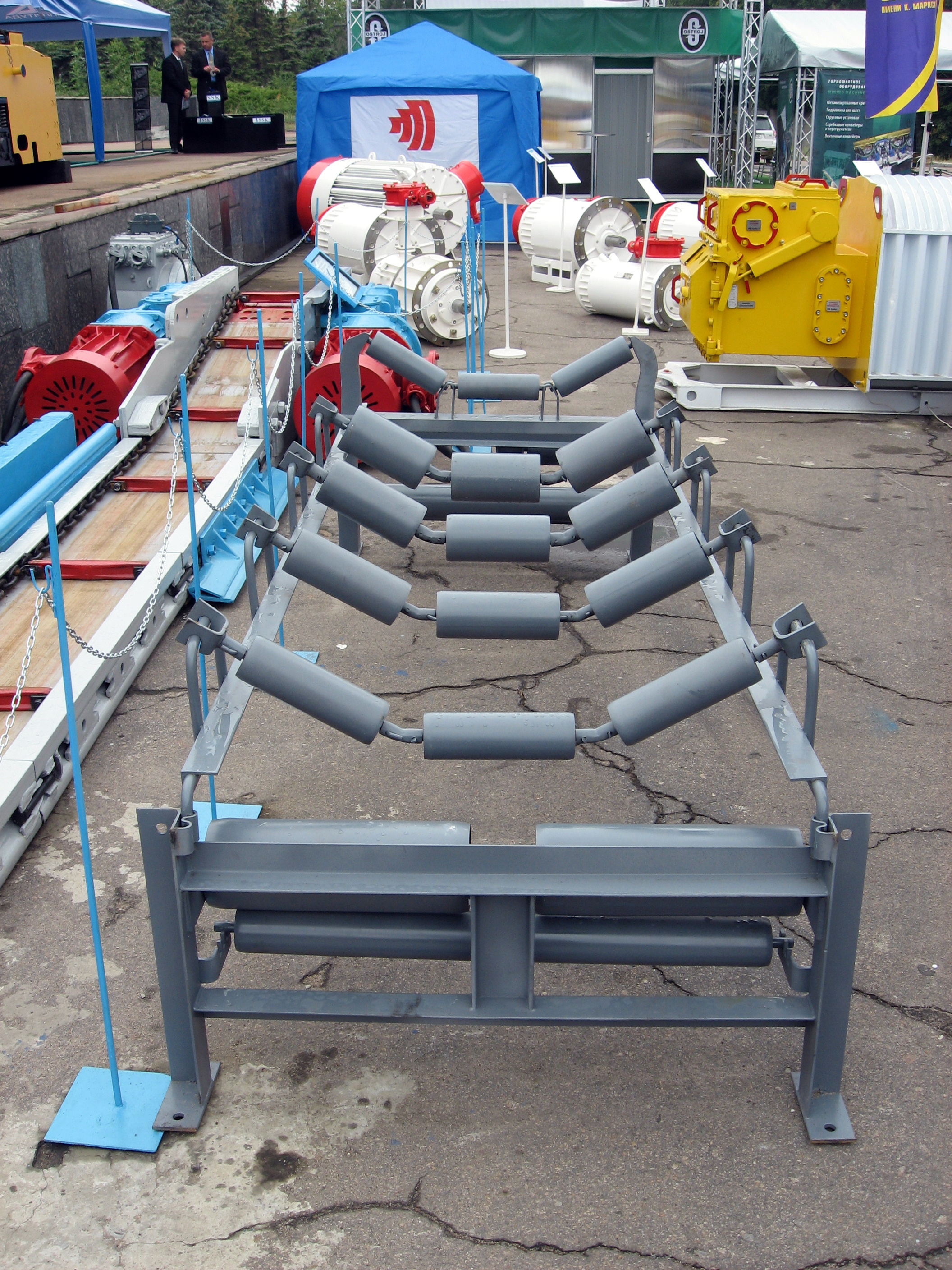
Роликоопори

Напрямні ролики стрічкового конвеєра

- 1. Невелике металеве коліщатко з пазом по ободу для талевого каната, яке призначене для зміни напрямку талевого каната від барабана лебідки до кронблоку і убезпечення вишки чи щогли від перекидання.

- 2. Напрямні ролики стрічкового конвеєра.